# سالن اویلین
سالن اویلین (انگلیسی: Evelyne Hall؛ ۱۰ سپتامبر ۱۹۰۹ – April 20, 1993 (aged 83)) ورزشکار دو و میدانی اهل ایالات متحده آمریکا بود.
وی در مسابقات کشوری و بین‌المللی در مجموع برندهٔ ۱ مدال نقره شده‌است.